# American (řeka v Kalifornii)

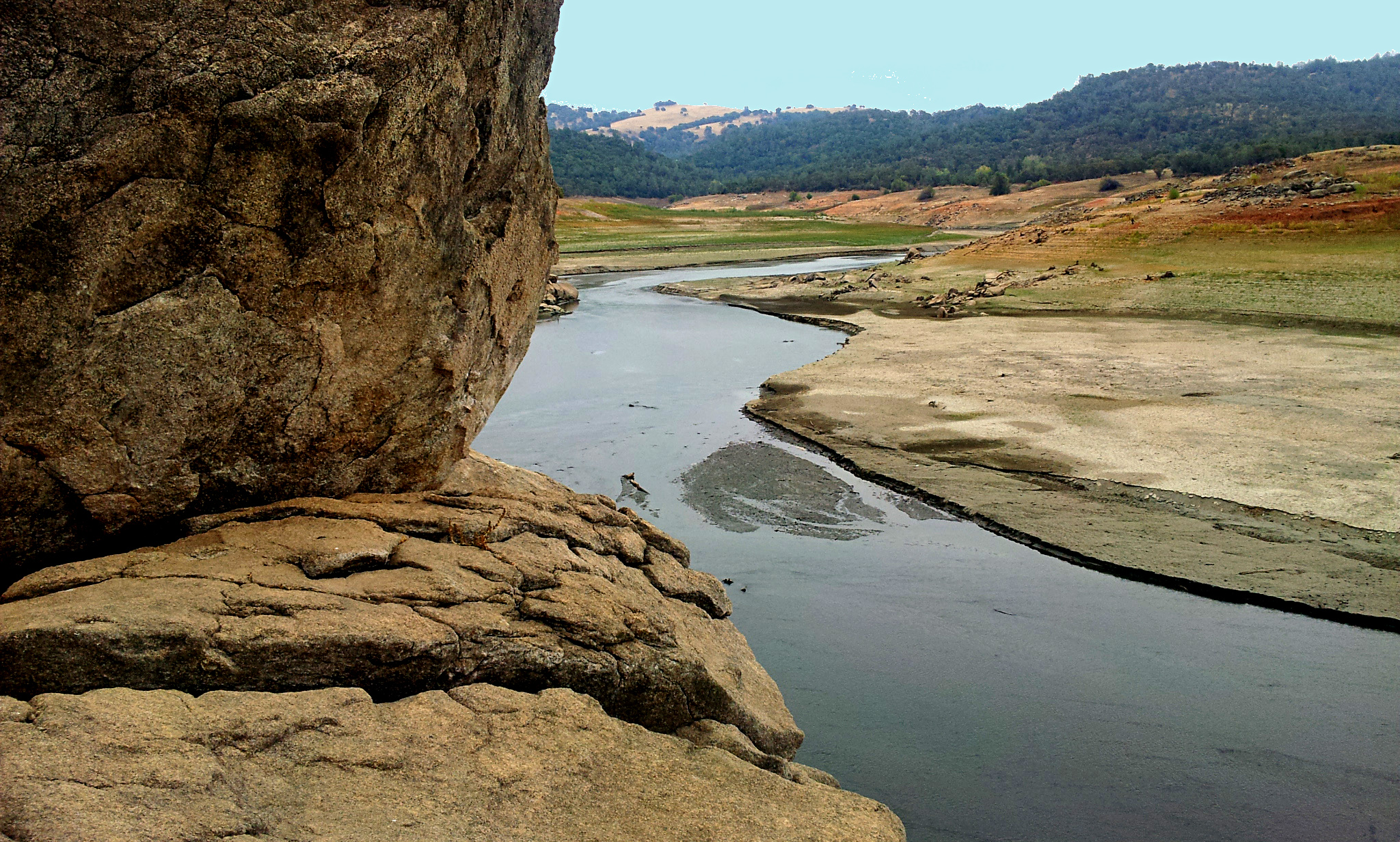
Severní větev řeky American

American (anglicky American River, španělsky Río de los Americanos v době vlády Mexičanů před rokem 1846), je kalifornská řeka pramenící na hřebenech pohoří Sierra Nevada, která ústí v kalifornském hlavním městě Sacramento do řeky Sacramento. Samotné Sacramento se vlévá v San Franciscu do Tichého oceánu. Celý tok řeky American se nachází v Kalifornii.

## Tok
Řeka vzniká soutokem tří ramen (severního, středního a jižního), nacházejících se v okresech El Dorado a Sacramento. Ta pramení v národních parcích Tahoe a Eldorado.
V Auburn se stékají severní a střední větev a 240 m hlubokým zalesněným kaňonem překonávají převýšení 180 m a dále se nazývají pouze severní rameno. Severní rameno dále protéká několika kaňony, včetně místa navrhované přehrady Auburn a na jezeře Folsom se stéká s jižní větví. Všechny tři větve jsou známy svými zelenajícími se kaňony, zalesněnými hřebeny, masivními skalními útvary stezkami a jsou využívány k rybaření, raftingu a zimním sportům.
Po opuštění Folsomského jezera protéká řeka urbanizovanou krajinou, přitom je lemována 23 km dlouhým parkem American River Parkway. Z Folsomského jezera k soutoku s řekou Sacramento řeka překoná vzdálenost 49,2 km. Její celková délka (sečtená délka všech ramen) je 192 km.

## Vodní díla
Na konci 40. let 20. století vznikl tzv. Central Valley Project který měl za cíl zajistit protipovodňovou ochranu na řece, zlepšít vodohospodářství a zbudovat vodní elektrárny. V souvislosti s ním bylo v průběhu 20. století vytvořeno několik vodních děl, především plánovaná přehrada Auburn na soutoku severní a střední větve American, dále po proudu velká přehrada Folsom a pod ní menší Nimbus dam. Kromě toho byla vybudována i siť kanálů.